# بلا حب
بلا حب (بالروسية: Нелюбовь) هو فيلم دراما تم إنتاجه في روسيا وصدر في سنة 2017، والفيلم من إخراج أندري زفياغنسيف. تم تصوير الفيلم في موسكو بعد دعم دولي للمخرج الذي كان قد منع من التصوير بفيلمه لوياثان سنة 2014. وحصل الفيلم على جائزة لجنة التحكيم في مهرجان كان السينمائي 2017.

## القصة
تدور القصة حول زوجان تتدهور حالتهما الاجتماعية لتصل لحد الانفصال، ويدخلان في دوامة من المشاكل والخيانة الزوجية دون الاهتمام بطفلهما الوحيد أليكس. وفي أحد الأيام يغيب الزوجان لمدة يومان عن الطفل مما يجعله يختفي عن الأنظار. تبلغ مديرة المدرسة الأم بفقدان الطفل، فتقوم الأم بالاتصال بالشرطة التي لم تهتم كثيراً بالأمر. فتتواصل الأم مع مجموعة من المتطوعين للبحث عن الطفل في أنحاء المدينة دون فائدة؛ مما يزيد الخلاف بين الزوجين أكثر.

## الميزانية والإيرادات
حقق إيرادات تقدر بـ 3.3 مليون دولار.

## وصلات خارجية
- بلا حب على موقع IMDb (الإنجليزية)
- بلا حب على موقع ميتاكريتيك (الإنجليزية)
- بلا حب على موقع روتن توميتوز (الإنجليزية)
- بلا حب على موقع قاعدة بيانات الأفلام العربية
- بلا حب على موقع ألو سيني (الفرنسية)
- بلا حب على موقع أول موفي (الإنجليزية)
- بلا حب على موقع فيلمافينيتي (الإسبانية)
- بلا حب على موقع قاعدة بيانات الفيلم (الإنجليزية)
- بلا حب على موقع ليتربوكسد (الإنجليزية)
- بلا حب على موقع كينوبويسك (الروسية)